# Евертон (Арканзас)
Евертон (англ. Everton) — місто (англ. town) в США, в окрузі Бун штату Арканзас. Населення — 104 особи (2020).

## Географія
Евертон розташований на висоті 262 метра над рівнем моря за координатами 36°9′15″ пн. ш. 92°54′34″ зх. д. / 36.15417° пн. ш. 92.90944° зх. д. (36.154180, -92.909477).  За даними Бюро перепису населення США в 2010 році місто мало площу 1,22 км², уся площа — суходіл.

## Демографія
Згідно з переписом 2010 року, у місті мешкали 133 особи в 50 домогосподарствах у складі 31 родини. Густота населення становила 109 осіб/км².  Було 62 помешкання (51/км²). 
Расовий склад населення:
| - 91,0 % — білих - 3,8 % — корінних американців - 0,8 % — чорних або афроамериканців |

До двох чи більше рас належало 3,8 %. Іспаномовні складали 0,8 % від усіх жителів.
За віковим діапазоном населення розподілялося таким чином: 27,1 % — особи молодші 18 років, 58,6 % — особи у віці 18—64 років, 14,3 % — особи у віці 65 років та старші. Медіана віку мешканця становила 36,4 року. На 100 осіб жіночої статі у місті припадало 90,0 чоловіків;  на 100 жінок у віці від 18 років та старших — 106,4 чоловіків також старших 18 років.
За межею бідності перебувало 28,0 % осіб, у тому числі 68,0 % дітей у віці до 18 років та 0,0 % осіб у віці 65 років та старших.
Цивільне працевлаштоване населення становило 81 осіб. Основні галузі зайнятості: транспорт — 28,4 %, науковці, спеціалісти, менеджери — 23,5 %, освіта, охорона здоров'я та соціальна допомога — 18,5 %.
За даними перепису населення 2000 року в Евертоні проживало 170 осіб, 49 сімей, налічувалося 70 домашніх господарств і 73 житлових будинки. Середня густота населення становила близько 142 осіб на один квадратний кілометр. Расовий склад Евертона за даними перепису розподілився таким чином: 97,65 % білих, 0,59 % — корінних американців, 0,59 % — азіатів, 1,18 % — представників змішаних рас.
Іспаномовні склали 3,53 % від усіх жителів містечка.
З 70 домашніх господарств в 30,0 % — виховували дітей віком до 18 років, 54,3 % представляли собою подружні пари, які спільно проживали, в 10,0 % сімей жінки проживали без чоловіків, 30,0 % не мали сімей. 27,1 % від загального числа сімей на момент перепису жили самостійно, при цьому 12,9 % склали самотні літні люди у віці 65 років та старше. Середній розмір домашнього господарства склав 2,43 особи, а середній розмір родини — 2,88 людини.
Населення містечка за віковим діапазоном за даними перепису 2000 року розподілилося таким чином: 25,3 % — жителі молодше 18 років, 8,2 % — між 18 і 24 роками, 33,5 % — від 25 до 44 років, 16,5 % — від 45 до 64 років і 16,5 % — у віці 65 років та старше. Середній вік мешканця склав 36 років. На кожні 100 жінок в Евертоні припадало 82,8 чоловіків, у віці від 18 років та старше — 89,6 чоловіків також старше 18 років.
Середній дохід на одне домашнє господарство в містечкі склав 18 438 доларів США, а середній дохід на одну сім'ю — 27 292 долара. При цьому чоловіки мали середній дохід в 25 625 доларів США на рік проти 15 313 доларів середньорічного доходу у жінок. Дохід на душу населення в містечкі склав 14 274 долари на рік. 16,3 % від усього числа сімей в окрузі і 20,3 % від усієї чисельності населення перебувало на момент перепису населення за межею бідності, при цьому 26,1 % з них були молодші 18 років і 25,0 % — у віці 65 років та старше.